# Brenda Asnicar
Brenda Daniela Asnicar Mendoza (San Isidro, Buenos Aires, 17 de octubre de 1991) es una actriz, cantante, compositora, presentadora y diseñadora de moda argentina.
Comenzó su carrera en televisión a los once años, con papeles en programas infantiles. Asnicar debutó como actriz en 2007 en la telenovela musical Patito feo, producida por Ideas del Sur y distribuida por Televisa Internacional, interpretando a Antonella Lamas Bernardi. Durante sus dos temporadas, grabó tres álbumes pertenecientes a la banda sonora y se embarcó en sus respectivas giras musicales. Gracias a la franquicia alcanzó fama internacional y se consolidó como ídolo adolescente. Posteriormente, interpretó a Nuria Gómez en su participación especial para la serie de Nickelodeon Latinoamérica, Sueña conmigo. En 2013, interpretó el personaje doble de Juana Carbajal y Nieves en la serie original de Fox, Cumbia Ninja, grabando la banda sonora para sus tres temporadas.
La carrera musical de la artista comenzó después de formar parte de las bandas sonoras de la series de televisión Patito feo (2007-2008) y Cumbia Ninja (2013-2015). En 2016 Asnicar comenzó la producción y composición de su álbum debut Vos Sos Dios, durante tres años. Después de afirmarse como artista independiente, Vos Sos Dios fue publicado el 18 de mayo de 2019. El álbum ha sido descrito por Asnicar como «un empoderamiento al espíritu de todos nosotros».

## Biografía y carrera

### 2001-2006: Primeros años e inicios de su carrera artística
Brenda Asnicar nació el 17 de octubre de 1991 en San Isidro, Provincia de Buenos Aires, Argentina. Es hija de Adriana Mendoza y Gustavo Asnicar. Tiene un hermano tres años mayor que ella, llamado Iván Asnicar. Durante su infancia, estudió en el Centro Cultural Italiano en Villa Adelina, donde aprendió hablar con fluidez italiano e inglés.
Asnicar comenzó su carrera en televisión cuando tenía solo once años, después de ser seleccionada para participar en el reality show infantil de Telefe Cantaniño, comenzando su carrera como conductora infantil y realizando sus primeras presentaciones musicales en 2001.
En 2002, fue presentadora del programa de Telefe y Azul TV, Versus, junto a la modelo, actriz y presentadora Jimena Cyrulnik. Un año más tarde, vuelve a trabajar como conductora en el talk show Chicos argentinos para Canal 7. A su vez, su participación en el programa le permitió tener la oportunidad de grabar la banda sonora, junto a los chicos del elenco y formar parte del show en vivo, Tour Caminos 2006.

### 2007-2009:Patito feoy reconocimiento internacional

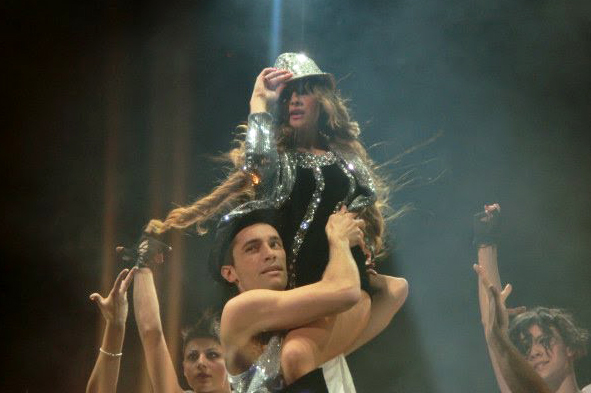
Asnicar interpretando «Tango Llorón» en Roma durante la gira Antonella in Concert en 2011.

En 2007, fue elegida por la productora argentina Ideas del Sur como protagonista de la telenovela Patito feo, interpretando a Antonella Lamas Bernardi. Desde su debut el 10 de abril en El Trece, fue emitida principalmente por Disney Channel entre 2007 y 2011 en más de cincuenta países de América Latina, Europa y Asia, logrando romper récords de audiencia.

"La serie lleva a la televisión una realidad que pasa muy seguido (...) Todos hemos sufrido alguna vez la discriminación en el colegio. A mí me pasó mucho de chica... y me sigue pasando. El mensaje que deja Patito Feo es claro, la verdadera belleza está en la persona".

Asnicar formó parte de las tres bandas sonoras de la serie, de las presentaciones en vivo y sus respectivas giras internacionales.
La serie fue nominada a los Premios Emmy y recibió galardones como "Mejor Ficción Infantil" en los Premios Martín Fierro de 2007. Su papel en el programa la convirtió en un ídolo adolescente internacional, recibiendo la doble nominación a "Revelación Femenina" en los Premios Clarín y Martín Fierro.

### 2010-2012:Sueña conmigo,Los ÚnicosyCorazón valiente
En marzo de 2010, se incorporó al elenco principal de la serie original de Nickelodeon Sueña conmigo, interpretando a Nuria Gómez. Por su personaje en la serie, fue nominada como Mejor actriz y Villana favorita en los Kids Choice Awards. La serie recibió el premio a Programa favorito de TV latino en la primera edición de los Kids' Choice Awards Argentina en 2011.
En noviembre de 2011, participó en la segunda temporada de la serie de televisión argentina de acción Los Únicos, interpretando a Keira Beltrán. Ese mismo año, participó en el desfile de la diseñadora de moda argentina Verónica de la Canal, en donde realizó un tributo a la fallecida artista británica Amy Winehouse.
En 2012, fue llamada por la cadena estadounidense Telemundo para interpretar a Fabiola Arroyo en la telenovela Corazón valiente que protagonizó junto al actor Gabriel Porras, motivo por el cual debió instalarse en Miami durante un año para las grabaciones. En la telenovela, Asnicar trabajó por segunda vez con la escritora Marcela Citterio, después de trabajar con ella en Patito feo. Por su personaje, fue nominada como "Mejor actriz de reparto" en los Miami Life Awards en 2013.

### 2013 - presente: Éxito conCumbia Ninja,Por amarte asíy nuevos proyectos
En 2013, fue elegida por FOX para protagonizar la serie de televisión dramática Cumbia Ninja, interpretando el papel de doble rol de Juana Carbajal y Nieves. La serie se estrenó el 5 de septiembre de 2013, rompiendo récords de audiencia en América Latina, España, Bulgaria, Polonia, Italia, Eslovenia y Estonia. La serie posicionó a FOX como líder en televisión durante su emisión. Por su participación en la serie, Asnicar se mudó a Bogotá, Colombia, durante las grabaciones de sus tres temporadas, donde aprendió artes marciales, shaolín y tuvo que tomar clases de chino mandarín. Asnicar asumió un personaje complejo, recibiendo críticas positivas por su interpretación en la serie.
La segunda temporada de la serie se estrenó el 2 de octubre de 2014 por FOX. La tercera y última temporada se estrenó el 29 de octubre de 2015. La serie supuso un desafío en la carrera artística de la actriz, porque se trataba de un rol sustancialmente distinto a otros papeles anteriores en televisión. En su faceta como cantante, formó parte de la banda sonora de la serie.
En julio de 2016, se anunció que sería la protagonista juvenil de la telenovela Por amarte así, interpretando a Mercedes Olivetti. El rodaje comenzó el 3 de octubre de 2016 en Buenos Aires, por lo que la actriz viajó a Argentina para el rodaje de la telenovela. La serie se estrenó el 14 de noviembre de 2016 en Telefe.
En noviembre de 2018, se confirmó que sería la encargada de interpretar a Gilda en la serie biográfica Yo soy Gilda: amar es un milagro, basada en la vida de la famosa cantante argentina. Bajo la dirección y producción de Benjamín Ávila, la serie de trece capítulos, profundizará en los orígenes de Miriam Alejandra Bianchi como maestra jardinera y madre hasta su transformación en Gilda. Aún está pendiente de estreno.
En marzo de 2019, se confirmó como parte del elenco principal de la tercera temporada de la serie original de FX, Run Coyote Run, razón por la qué se trasladó al estado de Sonora, México para rodar la serie que se estrenó en 2020.

## Carrera musical

### 2007-2010:Patito feoy primeros trabajos como cantante
El 8 de abril de 2007, se estrenó en el Planetario Galileo Galilei en Buenos Aires, lo que sería el primer show en vivo de Patito feo. Durante el primer show, Asnicar interpretó frente más de veinticuatro mil personas algunas canciones del primer álbum musical, Patito feo: La historia más linda, que recibió el galardón como "Mejor Álbum Infantil" en los Premios Gardel. El álbum incluye su primer sencillo, «Las Divinas», El sencillo recibió el disco de platino y fue ganador en los Premios Gardel, por ser el tema con más descargas del año.
El 15 de mayo de 2007, fue telonera con los chicos de Patito feo de la gira mundial, High School Musical: El concierto en el Estadio Antonio Vespucio Liberti, en donde interpretaron algunos temas de la banda sonora de la serie.
El 15 de septiembre de 2007, se estrenó la primera gira de la serie, Patito feo: La historia más linda en el Teatro en el Teatro Gran Rex en Buenos Aires. Durante el estreno del primer show, se anunció el lanzamiento del segundo álbum homónimo. El álbum contiene temas como «Tango llorón», una de las canciones con mayor éxito de la artista. La primera gira de la serie, finalizó después de 72 funciones y más de cuatrocientas mil entradas vendidas en Latinoamérica.
El 19 de abril de 2008, se celebró el estrenó a nivel mundial de Patito feo en el Monumento de los españoles en Buenos Aires, en donde se grabó algunas imágenes para la serie y se lanzó el tercer álbum musical de la serie, La vida es una fiesta.
El 7 de febrero de 2009, se estrenó en Costa Rica la segunda gira mundial, Patito feo: El Show más lindo. En donde interpretaron algunos temas de las álbumes musicales de la banda sonora. Después de dos giras musicales y un total de 92 funciones, la artista logró presentarse ante más de un millón de espectadores en Latinoamérica.
En 2010, Asnicar participó en la banda sonora de la serie original de Nickelodeon, Sueña conmigo, en donde grabó tres temas, «Hablan de mí», «Siempre te esperaré» y «Hagas lo que hagas», incluidos en los álbumes, Sueña Conmigo: La canción de tu vida y Sueña conmigo 2.
El 28 de octubre de 2010, fue invitada al programa italiano Chi ha incastrato Peter Pan?, siendo su primera aparición en televisión en Italia, después de finalizar Patito feo en 2009. Asnicar compartió con el público detalles sobre su carrera artística e interpretó «Tango llorón» y «Las Divinas». Durante la emisión el programa consiguió una media de seis millones de espectadores, logrando récord de audiencia para el programa italiano. Después del fenómeno que causó Patito feo en Europa, en audiencia y listas de ventas, se anunció la cuarta y última gira de la serie, Antonella en Concierto con Brenda Asnicar.

### 2011-2016:Antonella en Concierto con Brenda AsnicaryCumbia Ninja
El 2 de abril de 2011, se estrenó el primer show de la última gira de la serie, Antonella en Concierto con Brenda Asnicar en Nápoles, con la que recorrió las ciudades de Italia. Durante la gira interpretó sencillos recopilados en los tres álbumes de la serie y presentó por primera vez canciones inéditas como «Ser Divina es algo especial», «¿Por qué a mí?», «Una vez me enamoré», «Nunca hay que dejar de soñar» y «Donde me llevé el corazón».
El 17 de noviembre de 2011, Asnicar presentó una versión de You Know I'm No Good, de la cantante británica Amy Winehouse, en homenaje a la fallecida artista. El 23 de noviembre de 2011, lanzó su primer sencillo en solitario «Tus Juegos». Dos años después, presentó «Salten como yo», segundo sencillo en solitario, lanzado el 5 de julio de 2013.
En 2013, participó en la banda sonora de la serie de televisión Fox Cumbia Ninja, interpretando algunos temas, entre ellos, «Ojos en la espalda», «Ceviche» y «El horóscopo dice», recopilados en el primer álbum Cumbia Ninja: Ojos en la Espalda, con Ricardo Abarca.
El 2 de octubre de 2014, se estrenó el segundo álbum musical con el lanzamiento de la segunda temporada de Cumbia Ninja, en donde interpretó «Subiré al infierno», en colaboración con el dúo musical estadounidense Ha*Ash, «Inevitable» y «Soy tu dueño», entre otros temas, que formaron parte del segundo álbum Cumbia Ninja: Subiré al infierno. El tercer álbum y último álbum de la serie se estrenó el 29 de octubre de 2015, donde interpretó en su totalidad la mayor parte del repertorio, destacando «Fuera de foco», «Las manos en el fuego» y «Pasado editado». La serie fue un éxito, que se trasladó a la música, superando más de 144 millones de visitas en sus canales oficiales de YouTube.

### 2017-2018:Una más en medio del billón
El 7 de abril de 2017, participó en el tema «Ultracomunicación», junto con el cantante Lolo Fuentes. El 1 de junio de 2017, presenta «Una más en medio del billón», tercer sencillo independiente de la artista que pretende concienciar sobre la violencia de género y denunciar el maltrato que sufren las mujeres en el mundo. (Línea de muestra: «Fui a denunciarlo y risas recibí, abunda el miedo y no sé a dónde ir.’’» —«Soy una más en el medio del billón. Canta que se escuche y se luche por favor.»—).
El sencillo fue lanzado después de la marcha Ni una menos, donde el colectivo feminista se manifiesta en contra del machismo, a la cual Asnicar se sumó.
Al respecto, la artista ha realizado diversas declaraciones:

"Esta canción surgió a raíz de muchas injusticias que suceden a diario y tiene el fin de alejarse de la violencia para entender que cuanto más podamos unirnos mujeres y hombres será mejor."

"No es normal la violencia, los insultos o los gritos. No es algo que deba naturalizarse (...) Es fundamental marcar una postura con respecto a lo que creo y lo que está pasando hoy con las mujeres, no solo en nuestro país sino en todo el mundo."

Asnicar compartió en su canal oficial de Youtube el audiovisual que acompañaba al sencillo, siendo censurado por la plataforma. El vídeo representa un feminicidio, en el cual interpreta a la víctima, quien huye de las manos de un hombre por un camino de tierra, mientras que nadie le ayuda ante su pedido de auxilio. Es atrapada y finalmente, asesinada, siendo abandonada en un pozo ensangrentada. "Estas imágenes pueden afectar tu sensibilidad. Cualquier semejanza con la realidad es porque esto pasa cada 25 horas en mi país", comenzaba aclarando la artista en el vídeo.

### 2018:Vos Sos Dios
El 31 de agosto de 2018, publicó el primer sencillo «Vi Que Estás Ok» acompañado de su respectivo videoclip y una versión acústica, como primer adelanto de Vos Sos Dios. El 13 de diciembre de 2018, cuatro meses más tarde, publicó el segundo sencillo «Tesoro», como adelanto del álbum que vería la luz el próximo año. A principios de 2019, reveló que después de intentar trabajar con distintos productores, no se sentía cómoda respecto a las imposiciones que las discográficas pretendían ejercer sobre la temática y los géneros a los que debería limitarse a la hora de grabar su primer álbum de estudio. El 18 de mayo de 2019, anunció que lanzaría su primer álbum debut, Vos Sos Dios como artista independiente.

"Quería que el disco fuera realmente mío, haciendo todo yo me doy cuenta que es un re trabajo pero me encanta porque me hace feliz, tengo mis propios tiempos y mi propia agenda. La libertad que te da la independencia no te la dan otras cosas. No es fácil tomar este camino, pero vale la pena. A mi me gusta la idea de hacer música, con quién quiero y cómo quiero."
Brenda Asnicar

Asnicar celebró el acto de presentación de su álbum debut Vos Sos Dios, en los Estudios Unísono, creado por la figura del rock latinoamericano argentina, Gustavo Cerati. Asnicar organizó una velada íntima para presentar la obra hacia la prensa y mostrar un anticipo exclusivo de las canciones del álbum, con la participación del invitado especial Charly García, con quien interpretaría la versión de «You're So Vain», entre otros temas. El álbum se posicionó en el número uno de iTunes en Argentina. El 16 de junio de 2019, «Wacho» fue lanzado como tercer sencillo del álbum.

## Otros proyectos

### Relación con la moda
En 2014, durante el rodaje de la serie de televisión Cumbia Ninja en Cali, conoció a la diseñadora de moda colombiana Carolina Mejía, con quien colaboró en el proyecto The .B. Collection, una línea de ropa basada en cueros colombianos, telas peruanas y sedas. La colección, cuyos diseñados fueron inspirados por Asnicar, estaría compuesta por prendas con estilo rockero-chic en diferentes materiales, donde el negro y los tonos rosas destacarían uniendo la música con la moda, las dos pasiones de la artista. La línea se presentó en MCMA London, plataforma dedicada a la venta de colecciones internacionales.

## Vida personal
En 2013 Brenda se trasladó a Colombia para grabar la telenovela Cumbia Ninja (2013-2015). Allí conoció a Alejandro de Angulo, colombiano y de profesión ingeniero, con quien comenzó una relación ese mismo año y convivió en Cali. En 2017 se casaron en una playa en Croacia. En 2019 se divorciaron y Brenda volvió a vivir en Argentina.

## Filmografía

### Televisión
| Año         | Título                | Rol                          |
| ----------- | --------------------- | ---------------------------- |
| 2001 - 2002 | Cantaniño             | Ella misma                   |
| 2002        | Versus                | Ella misma                   |
| 2003 - 2006 | Chicos argentinos     | Ella misma                   |
| 2007 - 2008 | Patito feo            | Antonella Lamas Bernardi     |
| 2010 - 2011 | Sueña conmigo         | Nuria Gómez                  |
| 2011 - 2012 | Los Únicos            | Keira Beltrán                |
| 2012 - 2013 | Corazón valiente      | Fabiola Arroyo               |
| 2013 - 2015 | Cumbia Ninja          | Juana Carbajal / Nieves Páez |
| 2016 - 2017 | Por amarte así        | Mercedes Olivetti            |
| 2020        | Run Coyote Run        | Renata Natalich              |
| 2022        | ¿Quién es la máscara? | Participante                 |

## Discografía

### Álbumes de estudio
- 2019: Vos Sos Dios
- 2021: Bandida Records

## Giras musicales
- 2006, Tour Caminos
- 2007-2008, Patito feo: La historia más linda en el Teatro
- 2009, Patito feo: El Show más lindo
- 2011, Antonella en Concierto con Brenda Asnicar (